# Marija Magdalena
"Marija Magdalena" (em português:  "Maria Madalena") foi a canção que representou a Croácia no Festival Eurovisão da Canção 1999 que teve lugar em Jerusalém.
A referida canção foi interpretada em língua croata por Doris Dragović (creditada na Eurovisão apenas como Doris). Foi a quarta canção a ser interpretada na noite do festival, a seguir à canção da Espanha "No quiero escuchar", interpretada por Lydia e antes da canção britânica "Say It Again", interpretada pela banda Precious). Terminou em quarto lugar, tendo recebido um total de 118 pontos. No ano seguinte, a Croácia fez-se representar com a canção "Kad zaspu anđeli", interpretada por Goran Karan.

## Autores
- Letrista: Vjekoslava Huljić
- Compositor: Tonči Huljić

## Letra
Esta canção é uma balada de amor, com Dragović cantando  que ela "pertence a você" e jurando por isso os nomes tanto de Deus como da personagem bíblica. Para uma aparência dramática, ela apareceu vestida de um  vestido branco  e casaco. Ela foi acompanhada em palco por uma  de backing vocal feminina vestida de preto. No início do segundo verso, ela tirou o manto, para revelar um apertado corpete

## Outras Versões
- "Maria Magdalena (inglês)
- •1st instrumental version [2:47]
- 2nd instrumental version [2:55]
- Karaoke